# 高岡パーキングエリア

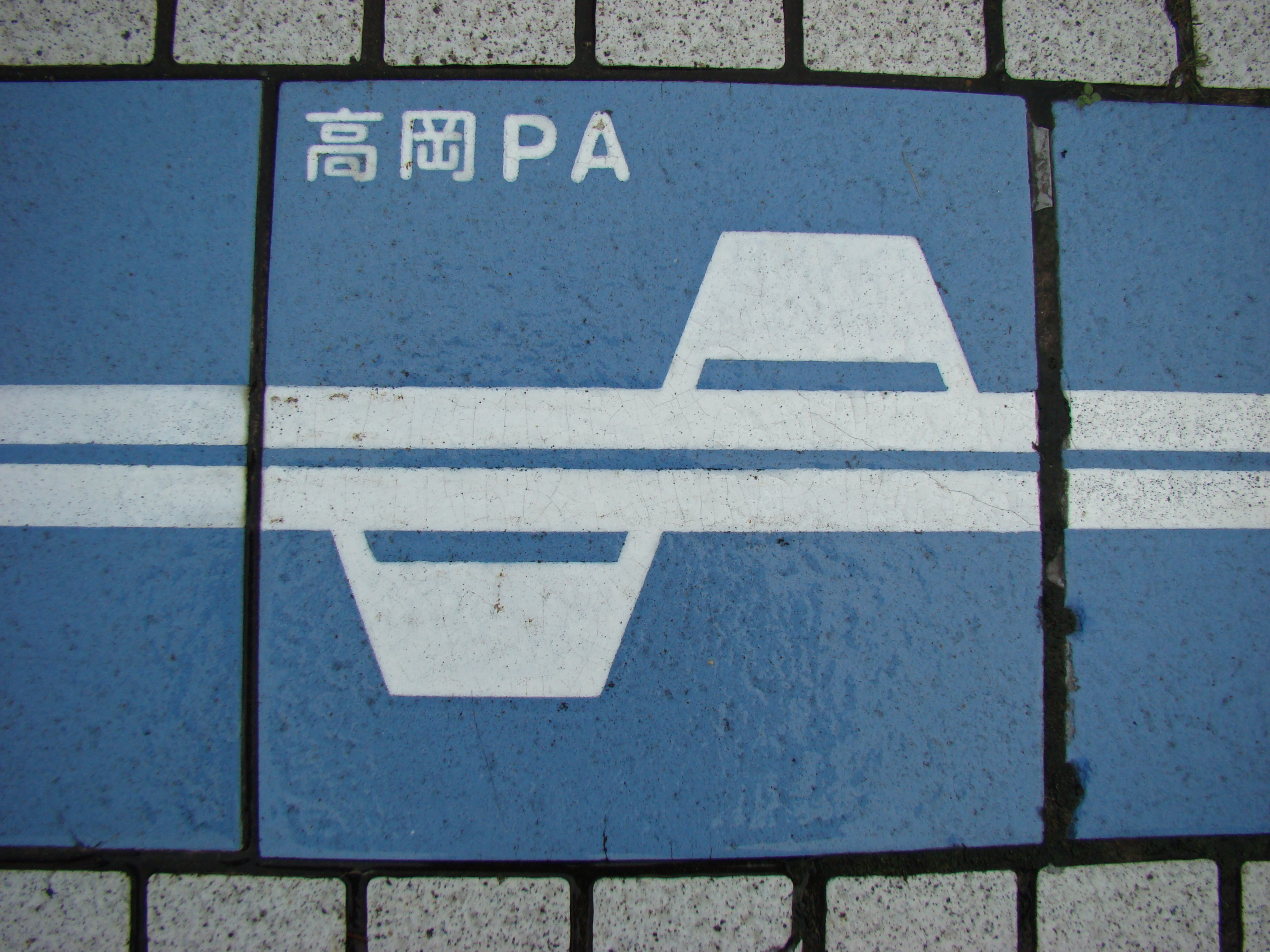
高岡PAの形状。画像左は砺波IC方面、画像右は小杉IC方面。2009年（平成21年）撮影。

高岡パーキングエリア（たかおかパーキングエリア）は、富山県高岡市今泉新にある北陸自動車道のパーキングエリアである。

## 施設

### 上り線（米原・高山方面）
- 駐車場
  - 大型 5台
  - 小型 16台
- トイレ
  - 男性 大3(和式1・洋式2)・小3
  - 女性 5(和式1・洋式4)
    - 男児用小便器 1

  - 車椅子用 1
- 自動販売機

### 下り線（新潟方面）
- 駐車場
  - 大型 5台
  - 小型 15台
- トイレ
  - 男性 大3(和式1・洋式2)・小3
  - 女性 5(和式1・洋式4)
    - 男児用小便器1

  - 車椅子用 1
- 自動販売機

## 隣
E8 北陸自動車道
(20)砺波IC - (20-1)高岡砺波スマートIC - 高岡PA - (21)小杉IC